# ᰃ
Cette page contient des caractères spéciaux ou non latins. S’ils s’affichent mal (▯, ?, etc.), consultez la page d’aide Unicode.
ᰃ, transcrit g, est une consonne de l’alphasyllabaire lepcha.

## Représentations informatiques
| Représentation | Chaînes de caractères | Points de code | Descriptions     |
| -------------- | --------------------- | -------------- | ---------------- |
| ᰃ              | ᰃ                     | U+1C03         | Lettre lepcha ga |